# Петриково (Псковская область)
Петриково — деревня в центральной части Порховского района Псковской области. Входит в состав сельского поселения «Туготинская волость».
Расположена в 24 км к западу от города Порхов и в 9 км к западу от волостного центра Туготино.
Численность населения составляет 20 жителей (2000 год).